# 汤廷芳
汤廷芳，浙江仁和人，清朝政治人物。
廪贡出身。乾隆四十一年（1776年）至乾隆四十三年（1778年），擔任利川知县。